# Dougall Meston (2e baron Meston)
Dougall Meston, 2e baron Meston (17 décembre 1894 - 2 janvier 1984) est un militaire, avocat et pair héréditaire britannique.

## Biographie
Il est le fils de James Meston et de Jeanie MacDonald.
Il fait ses études à la Charterhouse School puis à l'Académie royale militaire de Woolwich.
Il combat pendant la Première Guerre mondiale. 
Il a été admis, après la guerre, à Lincoln's Inn avec le droit d'exercer la profession d'avocat. Il obtient le grade de capitaine en 1924 dans la Royal Artillery. Il fait la campagne du Waziristan entre 1919 et 1920 lors de la guerre d'Afghanistan de 1919.
Il succède à son père à la Chambre des lords mais ne semble pas avoir participé aux débats ni même siégé à la Chambre.

## Famille
Il épouse, le 12 juillet 1947, Diana Mary Came Doll (?-2000), fille du Cpt. Otto Sigismund Doll. Ils ont deux enfants :
- James Meston, 3e baron Meston (né le 10 février 1950) épouse Jean Rebecca Anne Carder, dont descendance ;
- William Dougall Meston (né le 17 mai 1953) épouse Elizabeth Dawes, dont descendance.

## Distinctions
- British War Medal (26 juillet 1919)
- Victory Medal (1er septembre 1919)
- Médaille du couronnement du roi George V (30 juin 1911)
- Médaille du jubilé d'argent de George V (6 mai 1935)
- Médaille du couronnement du roi George VI (12 mai 1937)
- Médaille du couronnement d'Élisabeth II (2 juin 1953)
- Médaille du jubilé d'argent d'Élisabeth II (6 février 1977)